# IndyCar Series 2007
Le championnat IndyCar Series 2007 s'est déroulé du 24 mars 2007 au 9 septembre 2007. Il a été remporté par le pilote britannique Dario Franchitti sur une Dallara-Honda du Andretti-Green Racing.

## Repères
- Retour aux moteur de 3500 cm3
- En lutte avec Scott Dixon durant la majeure partie du championnat, Dario Franchitti décroche le titre en dépassant son adversaire (victime d'une panne d'essence) dans le dernier virage de la dernière course.
- Lors de l'épreuve du Kansas, pour la première fois, trois femmes étaient au départ: Danica Patrick, Sarah Fisher et Milka Duno.

## Courses de la saison 2007
| Date        | Course                            | Circuit                         | Vainqueur         | Voiture       | Écurie                |
| 24 mars     | XM Satellite Radio Indy 300       | Homestead-Miami Speedway        | Dan Wheldon       | Dallara-Honda | Chip Ganassi Racing   |
| 1er avril   | Honda Grand Prix of St.Petersburg | St. Petersburg                  | Hélio Castroneves | Dallara-Honda | Team Penske           |
| 21 avril    | Indy Japan 300                    | Twin Ring Motegi                | Tony Kanaan       | Dallara-Honda | Andretti Green Racing |
| 29 avril    | Kansas Lottery Indy 300           | Kansas Speedway                 | Dan Wheldon       | Dallara-Honda | Chip Ganassi Racing   |
| 27 mai      | Indianapolis 500                  | Indianapolis Motor Speedway     | Dario Franchitti  | Dallara-Honda | Andretti Green Racing |
| 3 juin      | ABC Supply Company A. J. Foyt 225 | Milwaukee Mile                  | Tony Kanaan       | Dallara-Honda | Andretti Green Racing |
| 9 juin      | Bombardier Learjet 500            | Texas Motor Speedway            | Sam Hornish Jr.   | Dallara-Honda | Team Penske           |
| 24 juin     | Iowa Corn Indy 250                | Iowa Speedway                   | Dario Franchitti  | Dallara-Honda | Andretti Green Racing |
| 30 juin     | SunTrust Indy Challenge           | Richmond International Raceway  | Dario Franchitti  | Dallara-Honda | Andretti Green Racing |
| 8 juillet   | Watkins Glen Grand Prix           | Watkins Glen                    | Scott Dixon       | Dallara-Honda | Chip Ganassi Racing   |
| 14 juillet  | Firestone Indy 200                | Nashville Superspeedway         | Scott Dixon       | Dallara-Honda | Chip Ganassi Racing   |
| 22 juillet  | Honda 200 at Mid-Ohio             | Mid-Ohio                        | Scott Dixon       | Dallara-Honda | Chip Ganassi Racing   |
| 5 août      | Firestone Indy 400                | Michigan International Speedway | Tony Kanaan       | Dallara-Honda | Andretti Green Racing |
| 11 août     | Meijer Indy 300                   | Kentucky Speedway               | Tony Kanaan       | Dallara-Honda | Andretti Green Racing |
| 26 août     | Motorola Indy 300                 | Infineon Raceway                | Scott Dixon       | Dallara-Honda | Chip Ganassi Racing   |
| 2 septembre | Detroit Indy Grand Prix           | Belle Isle Park                 | Tony Kanaan       | Dallara-Honda | Andretti Green Racing |
| 9 septembre | Peak Antifreeze Indy 300          | Chicagoland Speedway            | Dario Franchitti  | Dallara-Honda | Andretti Green Racing |

## Classement des pilotes
| Classement | Pilote            | Pays             | Voiture       | Écurie                     | Nombre de points |
| ---------- | ----------------- | ---------------- | ------------- | -------------------------- | ---------------- |
| 1er        | Dario Franchitti  | Royaume-Uni      | Dallara-Honda | Andretti Green Racing      | 637              |
| 2e         | Scott Dixon       | Nouvelle-Zélande | Dallara-Honda | Chip Ganassi Racing        | 624              |
| 3e         | Tony Kanaan       | Brésil           | Dallara-Honda | Andretti Green Racing      | 576              |
| 4e         | Dan Wheldon       | Royaume-Uni      | Dallara-Honda | Chip Ganassi Racing        | 466              |
| 5e         | Sam Hornish Jr.   | États-Unis       | Dallara-Honda | Team Penske                | 465              |
| 6e         | Hélio Castroneves | Brésil           | Dallara-Honda | Team Penske                | 446              |
| 7e         | Danica Patrick    | États-Unis       | Dallara-Honda | Andretti Green Racing      | 424              |
| 8e         | Scott Sharp       | États-Unis       | Dallara-Honda | Rahal Letterman Racing     | 412              |
| 9e         | Buddy Rice        | États-Unis       | Dallara-Honda | Dreyer & Reinbold Racing   | 360              |
| 10e        | Tomas Scheckter   | Afrique du Sud   | Dallara-Honda | Vision Racing              | 357              |
| 11e        | Marco Andretti    | États-Unis       | Dallara-Honda | Andretti Green Racing      | 350              |
| 12e        | Vitor Meira       | Brésil           | Dallara-Honda | Panther Racing             | 334              |
| 13e        | Darren Manning    | Royaume-Uni      | Dallara-Honda | Foyt Enterprises           | 332              |
| 14e        | A.J. Foyt IV      | États-Unis       | Dallara-Honda | Vision Racing              | 315              |
| 15e        | Ed Carpenter      | États-Unis       | Dallara-Honda | Vision                     | 309              |
| 16e        | Kosuke Matsuura   | Japon            | Dallara-Honda | Super Aguri Panther Racing | 303              |
| 17e        | Sarah Fisher      | États-Unis       | Dallara-Honda | Dreyer & Reinbold Racing   | 275              |
| 18e        | Jeff Simmons (en) | États-Unis       | Dallara-Honda | Rahal Letterman Racing     | 201              |
| 19e        | Ryan Hunter-Reay  | États-Unis       | Dallara-Honda | Rahal Letterman Racing     | 119              |
| 20e        | Milka Duno        | Venezuela        | Dallara-Honda | SAMAX Motorsport           | 96               |
| 21e        | Marty Roth        | Canada           | Dallara-Honda | Roth Racing                | 53               |
| 22e        | Alex Barron       | États-Unis       | Dallara-Honda | CURB/Agajanian/Beck        | 41               |
| 23e        | Jon Herb          | États-Unis       | Dallara-Honda | Racing Professionals       | 34               |
| 24e        | Ryan Briscoe      | Australie        | Dallara-Honda | Luzco Dragon Racing        | 30               |
| 25e        | Hideki Mutoh      | Japon            | Dallara-Honda | Panther Racing             | 24               |
| 26e        | Davey Hamilton    | États-Unis       | Dallara-Honda | Vision Racing              | 22               |
| 27e        | Michael Andretti  | États-Unis       | Dallara-Honda | Andretti Green Racing      | 17               |
| 28e        | Buddy Lazier      | États-Unis       | Dallara-Honda | Sam Schmidt Motorsports    | 12               |
| 29e        | P.J. Chesson      | États-Unis       | Dallara-Honda | Roth Racing                | 12               |
| 30e        | Roger Yasukawa    | États-Unis       | Dallara-Honda | Dreyer & Reinbold Racing   | 12               |
| 31e        | Richie Hearn      | États-Unis       | Dallara-Honda | Hemelgarn Racing           | 12               |
| 32e        | Al Unser Jr.      | États-Unis       | Dallara-Honda | Foyt Enterprises           | 10               |
| 33e        | Jaques Lazier     | États-Unis       | Panoz-Honda   | Playa del Racing           | 10               |
| 34e        | Phil Giebler      | États-Unis       | Panoz-Honda   | Playa del Racing           | 10               |
| 35e        | John Andretti     | États-Unis       | Dallara-Honda | Panther Racing             | 10               |
| 36e        | Roberto Moreno    | Brésil           | Panoz-Honda   | Chastain Motorsport        | 10               |

Sur fond vert, le meilleur débutant de l'année (rookie of the year)